# PMOS

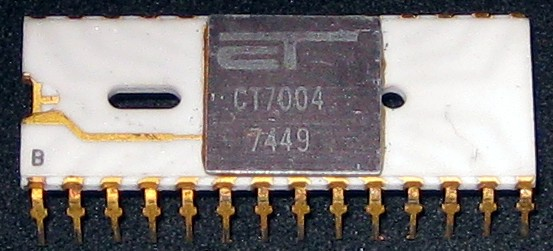
Integrovaný obvod PMOS pro hodiny z roku 1974

PMOS logika (anglicky P-type metal-oxide-semiconductor) je polovodičová technologie používaná pro realizaci logických členů v digitálních integrovaných obvodech složených pouze z unipolárních tranzistorů typu P.
Technologií PMOS byly vyrobeny první mikroprocesory Intel 4004 a Intel 8008.
Funkce tranzistorů PMOS (MOSFET typu P) je založena na vytváření inverzní vrstvy (indukovaného kanálu) v substrátu typu N přivedením dostatečně velkého záporného napětí na elektrodu nazývanou hradlo (G), čímž dojde k přitažení děr k elektrodě G. Vzniklá vrstva nazývaná p-kanál, může vést díry mezi elektrodami „source“ a „drain“ typu P.
Tranzistory PMOS mají jako jiné tranzistory MOSFET čtyři režimy činnosti: závěrný (anglicky cut-off, subthreshold), triodový (lineární), režim saturace (někdy nazývaný aktivní) a saturace rychlosti nosičů (anglicky velocity saturation).

## Obvody PMOS
Tranzistory MOSFET typu P jsou uspořádány do tak zvané „pull-up sítě“ (PUN), zapojené mezi výstup logického hradla a kladný pól napájení, zatímco mezi výstupem logického hradla a záporným pólem napájení je umístěn rezistor. Obvod je navržen tak, že když má být na výstupu vysoká úroveň, je PUN sepnuta a propojuje výstup s kladným pólem.
Protože pro vytvoření rezistoru je potřeba mnohonásobně větší plocha čipu než pro vytvoření tranzistoru, nahrazuje se zatěžovací rezistor tranzistorem. To sice usnadňuje návrh i výrobu logických obvodů PMOS, ale přináší i některé nevýhody: Jednou z nich je, že když je PUN sepnutá (tj. výstup je ve stavu logické jedničky), protéká zatěžovacím tranzistorem malý stejnosměrný proud, který způsobuje určitou spotřebu, i když obvod nemění stav (tzv. statická spotřeba).
Další nevýhodou je pomalost PMOS obvodů, především při přechodu z vysoké úrovně na nízkou. Při přechodu z nízké úrovně na vysokou má PUN nízký odpor a kapacitní náboj na výstupu se hromadí velmi rychle (jako při nabíjení kondenzátoru přes malý odpor). Odpor mezi výstupem a záporným pólem je mnohem větší, takže přechod z vysoké na nízkou úroveň trvá déle (jako vybíjení kondenzátoru přes velký odpor). Zrychlení vybíjení by bylo možné snížením odporu, ale za cenu zvýšené statické spotřeby.
Díky asymetrickým vstupním logickým úrovním jsou také PMOS obvody citlivé na šum.
Většina integrovaných obvodů PMOS vyžaduje napájecí napětí 17 až 24 V.
Technologií PMOS byly vyrobeny první mikroprocesory Intel 4004 a Intel 8008. Po zvládnutí náročnější technologie výroby byly obvody PMOS okolo roku 1975 rychle vytlačeny logikou NMOS, která je díky vyšší pohyblivosti elektronů jako nosičů náboje rychlejší než PMOS a umožňuje další miniaturizaci (HMOS). Dalším krokem bylo použití technologie CMOS, která kombinací tranzistorů NMOS a PMOS na jednom čipu mnohonásobně snižuje statickou spotřebu, zároveň však díky pokroku technologie a možnosti vytvářet složitější struktury dosahuje vyšší rychlosti než původní obvody CMOS.